# Shannon Hills
Shannon Hills – miasto w Stanach Zjednoczonych, w stanie Arkansas, w hrabstwie Saline.